# Gustav Pick

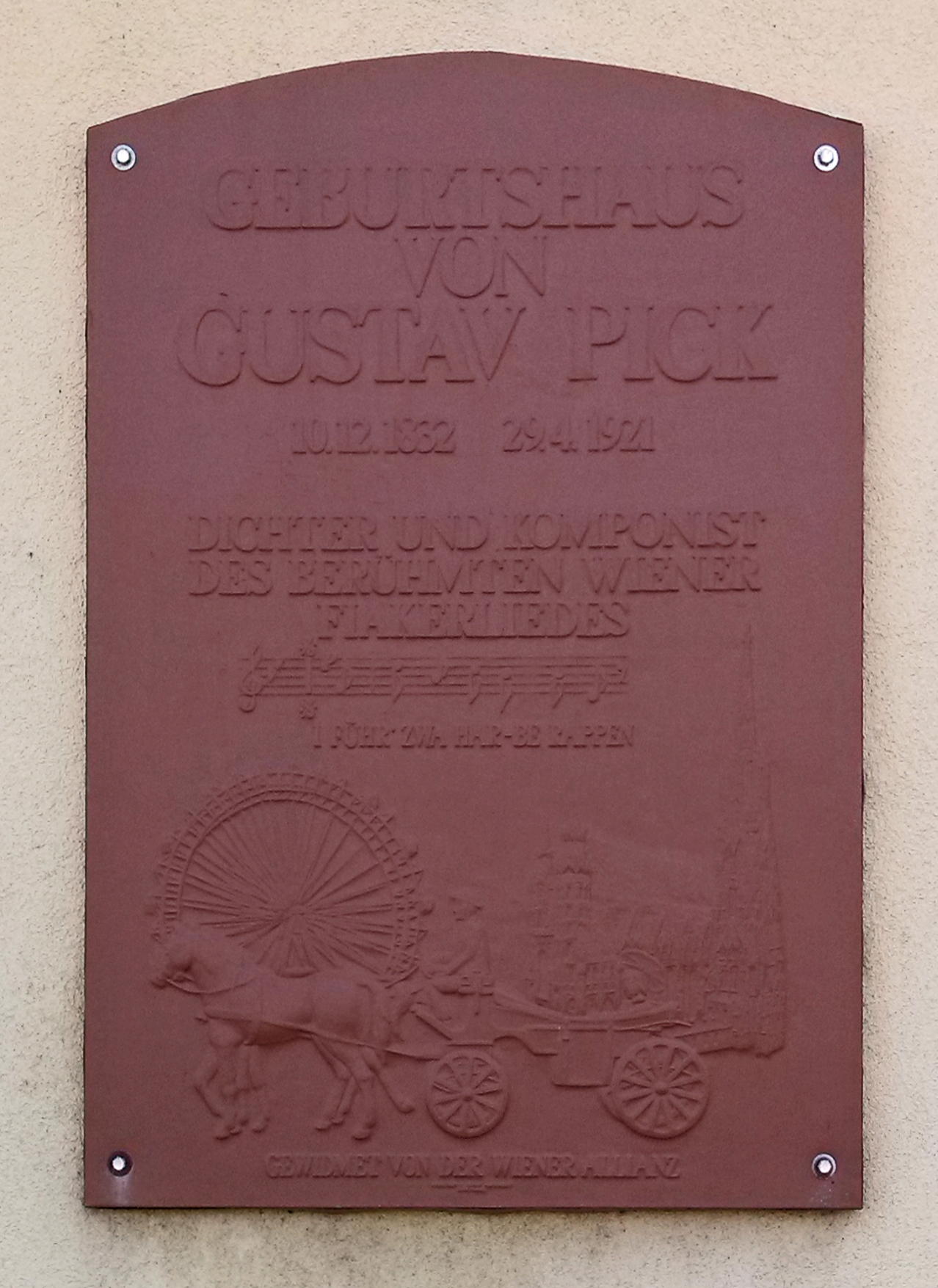
Gedenktafel am Geburtshaus von Gustav Pick in Rechnitz

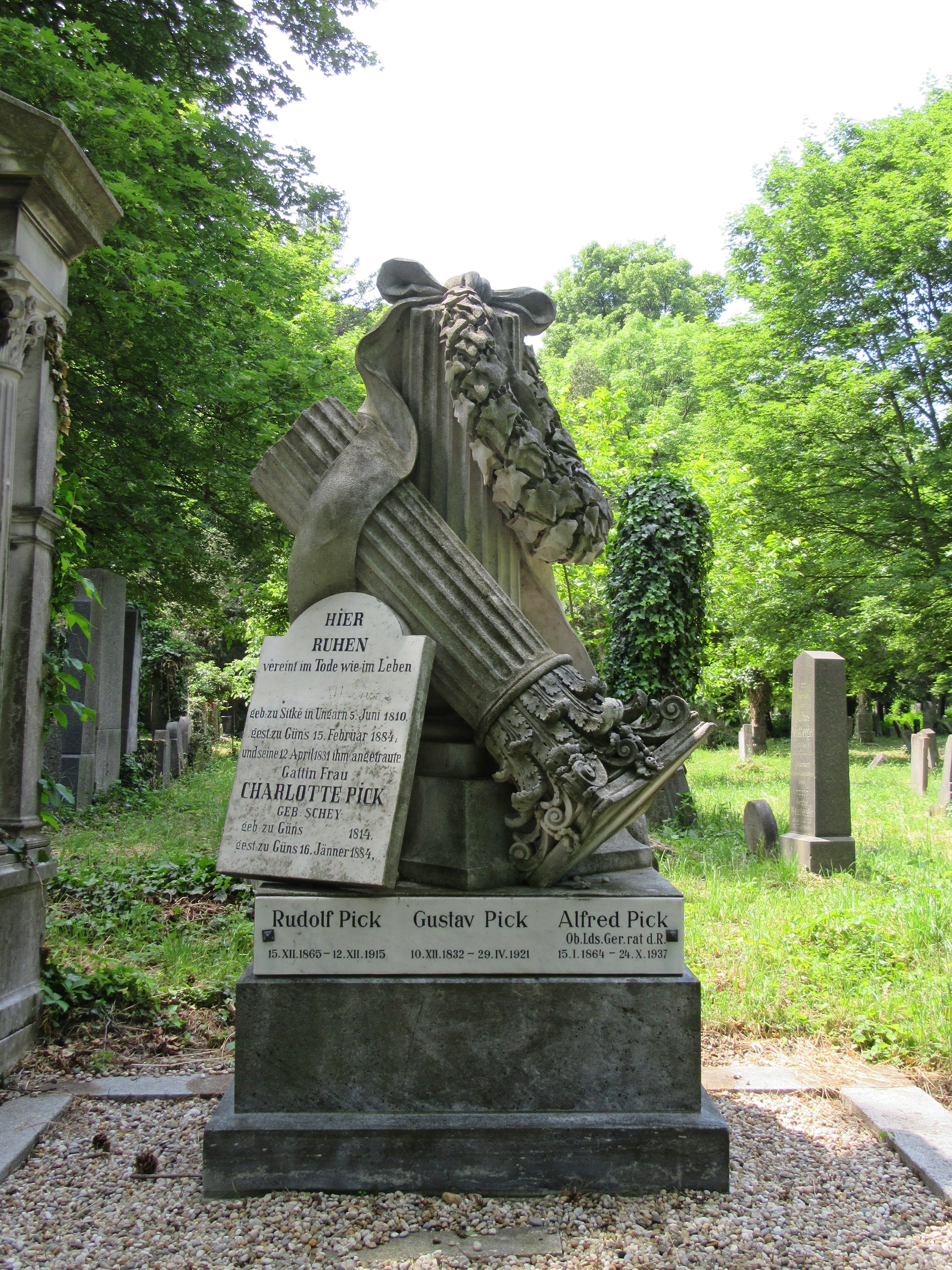
Grab von Gustav Pick auf dem Wiener Zentralfriedhof

Gustav Pick (* 10. Dezember 1832 in Rechnitz, Burgenland, damals Rohonc, Ungarn; † 29. April 1921 in Wien) war Musiker und Komponist von Wienerliedern.

## Leben und Werk
Der jüdische Kaufmannssohn Gustav Pick verbrachte seine Kindheit im jüdischen Ghetto in Rechnitz. 1845 zog die Familie nach Wien. Als Bankbeamter nahm er Klavierunterricht und begann bald zu komponieren. Für eine Wohltätigkeitsveranstaltung der Fürstin Pauline von Metternich anlässlich des hundertjährigen Bestehens der Fiakerzunft im Mai 1885 komponierte Pick das Fiakerlied, welches der Schauspieler Alexander Girardi, der als Höhepunkt dieses Praterfestes auftrat, zum Besten gab. Dieses Lied machte Pick schlagartig bekannt. Die Wiener Schrammeln formten dieses Lied zur Hymne Wiens.
Sein Grab befindet sich in der Israelitischen Abteilung des Wiener Zentralfriedhofes (Gruppe 8/60/105).
Während der Zeit des Nationalsozialismus waren Picks Werke wegen seiner jüdischen Herkunft verboten. Im Jahr 1966 wurde in Wien-Döbling (19. Bezirk) die Gustav-Pick-Gasse nach ihm benannt.

## Familie
Seine Eltern waren Sigmund Pick (5. Juni 1810 Sitke, Ungarn – 15. Februar 1884 Kőszeg) und Charlotte, geb. Schey (1814 Kőszeg – 16. Januar 1884 ebd.) Er hatte mit Friederike, geb. Brandeis-Weikersheim (gest. im Alter von 22 Jahren in Wien am 16. Februar 1869), zwei Söhne, den Militär Alfred Pick (Wien, 15. Januar 1864 – 24. Oktober 1937) und den Militär und Maler Rudolf Pick (Wien, 15. Dezember 1865 – 12. Dezember 1915). Gustav Pick war ein Neffe des Bankiers und Unternehmers Friedrich Schey von Koromla. Dadurch war er auch mit Arthur Schnitzler verwandt (Dessen Großmutter mütterlicherseits, Amalie Markbreiter (1815–1884), war eine geborene Schey). In seinem Roman Der Weg ins Freie porträtierte Schnitzler Gustav und Rudolf Pick in den Figuren von Vater und Sohn Eißler.